# The Hollywood Reporter
The Hollywood Reporter là một tạp chí của ngành công nghiệp điện ảnh tại Hoa Kỳ. Xuất bản năm 1930, do một người kinh doanh phim là William R. ("Billy") Wilkerson phát hành phiên bản đầu tiên. The Hollywood Reporter là một ấn phẩm của công ty Nielsen.
"The Hollywood Reporter" là báo hàng ngày đầu tiên của ngành công nghiệp giải trí ở Hollywood. Wilkerson lãnh đạo tạp chí cho đến khi ông chết năm 1962. Sau đó, vợ ông, Tichi Wilkerson là nhà xuất bản và biên tập viên. Bà bán tạp chí vào cuối thập niên 80. Chủ nhiệm mới là Teri Ritzer và nhà xuất bản Robert Dowling. Dowling đã nghỉ hưu vào năm 2005 và Tony Uphoff thay thế vị trí này vào năm 2006.
Từ năm 1995 đến 2005 "Hollywood Reporter" đã thu hút nhiều ngôi sao triền vọng với giải thưởng Young Star Awards.